# Marco Minucio Felice
Marco Minucio Felice (in latino Marcus Minucius Felix; Cirta, II secolo ca. – III secolo ca.) è stato uno scrittore e avvocato romano.

## Biografia
Non è noto con certezza quando visse: la sua vita è variamente collocata tra il 160 e il 300.
Il suo Octavius è simile all'Apologeticum di Quinto Settimio Fiorente Tertulliano, e la datazione della vita di Felice dipende dal rapporto tra la sua opera e quella dello scrittore africano morto nel 230. Nelle citazioni degli autori antichi (Seneca, Varrone, Cicerone) è considerato più preciso di Tertulliano e questo concorderebbe col suo essere anteriore ad esso, come afferma anche Lattanzio; Girolamo lo vuole, invece, posteriore a Tertulliano, sebbene si contraddica dicendolo posteriore a Tascio Cecilio Cipriano in una lettera e anteriore in un'opera. Per quanto riguarda gli estremi della sua esistenza, Felice menziona Marco Cornelio Frontone, morto nel 170; il trattato Quod idola dii non sint è basato sull'Octavius; dunque se quello è di Cipriano (morto nel 258), Minucio Felice non fu attivo oltre il 260, altrimenti il termine ante quem è Lattanzio, attorno al 300.
Anche la zona d'origine di Minucio è sconosciuta. Lo si ritiene talvolta di origine africana, sia per la sua dipendenza da Tertulliano, sia per i riferimenti alla realtà africana: la prima ragione, però, non è indicativa, in quanto dovuta al fatto che all'epoca i principali autori di lingua latina erano africani, e dunque il loro era lo stile cui ispirarsi; la seconda, inoltre, potrebbe dipendere esclusivamente dal fatto che il personaggio pagano dell'Octavius, Cecilio Natale, era africano, come attestato da alcune iscrizioni. Cionondimeno, è significativo che entrambi i personaggi dell'Octavius abbiano nomi citati in iscrizioni africane, e che lo stesso valga per il nome Minucio Felice.

## Octavius
L'Octavius è un dialogo che ha per protagonisti lo stesso scrittore, Cecilio e Ottavio e che si svolge sulla spiaggia di Ostia. L'opera si è conservata per errore dopo i sette libri dell'Adversus nationes di Arnobio come (liber) octavus.
Mentre i tre passeggiano sul litorale, Cecilio, di origine pagana, compie un atto di omaggio nei confronti della statua di Serapide. Da ciò nasce una discussione in cui Cecilio attacca la religione cristiana ed esalta la funzione civile della religione tradizionale, mentre Ottavio, cristiano, attacca i culti idolatrici pagani ed esalta la tendenza dei cristiani alla carità e all'amore per il prossimo.
Alla fine del dialogo Cecilio si dichiara vinto e si converte al Cristianesimo, mentre Minucio, che funge da arbitro, assegna ovviamente la vittoria ad Ottavio.
Il Cristianesimo di Minucio è lo stesso dei ceti dirigenti, che non vogliono che il cambiamento di religione sia accompagnato da sommovimenti sociali e sono convinti che debbano, comunque, sopravvivere la finezza e l'equilibrio costruiti da secoli di civiltà greco-latina. Del resto, di questo ceto sono i personaggi dell'Octavius, tutti e tre avvocatiː il pagano, Cecilio Natale, era nativo di Cirta (dove l'omonimo registrato dalle iscrizioni aveva ricoperto cariche sacerdotali) e viveva a Roma, come Minucio, di cui seguiva l'attività forense; Ottavio, invece, è appena arrivato nella capitale all'epoca in cui è ambientata l'opera, e ha lasciato la propria famiglia nella provincia d'origine.
Girolamo gli attribuisce una seconda opera, De fato, di cui però non vi sono tracce.